# GSC4022-946
GSC4022-946 — хімічно пекулярна зоря спектрального класу A, що має видиму зоряну величину в
смузі V приблизно 10.8.
Вона знаходиться  у сузір'ї Кассіопея й розташована на відстані близько 50 світлових років від Сонця.